# Inge Magnusson
Inge Magnusson (m. 1202), fue un pretendiente al trono de Noruega. Fue rey de la facción de los bagler desde 1196 hasta su muerte, en oposición al gobierno del rey Sverre I. Era, supuestamente, un hijo ilegítimo de Magnus V.

## Biografía
Fue nombrado rey por una facción conocida como los bagler, de perfil clerical. Su aparente ascendencia real fue el justificante para mantener la oposición a Sverre, un monarca que había sido excomulgado. El liderazgo de los bagler, sin embargo, recayó en los nobles y en la Iglesia.
Los i lograron controlar una parte considerable del país y no podrían ser derrotados definitivamente por Sverre. Tras la muerte de éste en 1202, el nuevo rey Haakon III buscó la reconciliación con la Iglesia. Abandonado por sus principales patrocinadores, la rebelión de Inge se desplomó, y él fue asesinado en 1202. 